# Lac Tuyajto
Le lac Tuyajto est un lac salé situé dans la région d'Antofagasta, au nord du Chili à une altitude de 4 010 m (13 160 pieds), sa superficie fluctue actuellement entre 1,7 km2 et 2,7 km2, elle était toutefois considérablement plus grande par le passé. 

## Le lac
Il a une profondeur maximale de 4,6 m (3 pieds), tandis que sa superficie varie en fonction des saisons: de 1,7 km2 en été à 2,7 km2 en hiver, lorsque le lac est partiellement gelé. Quand le lac Tuyajto est en décrue des sels de gypse et des halites sont visibles sur les bords du lac. Les zones humides se rencontrent sur les rives orientales. Le Cordón de Puntas Negras sépare le lac Tuyajto du lac Lejía. 
Six anciens rivages se trouvent sur le lac Tuyajto, comme d’autres lacs dans la région, à environ 3 m à 5 m (9,8 à 16,4 pieds) au-dessus du niveau actuel du lac. Ce sont les vestiges des rivages glaciaires tardifs qui existaient pendant la période humide du lac Tauca. 

## Hydrologie
Globalement le bassin hydrographique fermé du salar de Talar couvre environ 476 km2 et il est adjacent à d'autres bassins endoréhéiques, notamment les bassins de la Laguna Miscanti, le lac Tuyajto et le salar de Capur.
Le bassin versant du lac Tuyajto couvre une superficie d’environ 245 km2. Il est alimenté par les eaux d'infiltrations qui diffusent dans les zones humides ainsi que par les ruisseaux de Pampa Las Tecas et de Pampa Colorada, à l'est et au nord-est du lac. Elles s'écoulent sous terre en direction de Tuyajto, de ce fait le lac ne déborde jamais, car le drainage souterrain s'effectue jusqu'au Salar Aguas Calientes, situé à l'ouest. Les exploitations minières et le tourisme sont des activités de plus en plus croissantes, associés au développement des exploitations agricoles et de l'urbanisme, elles demandent davantage de recherches sur les sources d’eau existantes.

## Géologie
La géologie de cette région est caractérisée par un certain nombre de stratovolcanS qui se sont développés du miocène à l'holocène et par une couche épaisse sous les volcans de dépôts d'ignimbrite. Des dépôts alluviaux et des sédiments lacustres datés d'il y a 500 000 ± 500 000 ans sont présents dans toute la région. Les sédiments lacustres en particulier se trouvent au sud et à l'est du lac Tuyajto. Le lac Tuyajto se trouve dans un bassin de 249 km2 (96 milles carrés) qui se déverse à l'est du lac, à l'ouest se situe le bassin Salar Aguas Calientes.

## Climat
Le climat de la région est aride, avec ses précipitations annuelles moyennes d'environ 150 mm et 200 mm par an. L'air y est très raréfié et le climat y est froid. Les températures moyennes avoisinent les 1 °C (34 °F). Le relief est très divers et en vallonné. On y trouve des plateaux, des volcans, des lacs, des lagunes salées et des salars.
La végétation est principalement constituée d'herbes à touffes. Comme le Salar de Talar, le salar de Capur fait partie de la Puna sèche des Andes centrales, une région néotropicale, qui constitue l'une des huit écozones ou régions biogéographiques terrestres. Dans la nomenclature d'Alfred Russel Wallace, il définit le territoire biogéographique correspondant au Néotropis, qui est le nom donné en chorologie à la partie du globe réunissant l'Amérique centrale, les Antilles, l'Amérique du Sud et les îles Galápagos.

## Tourisme

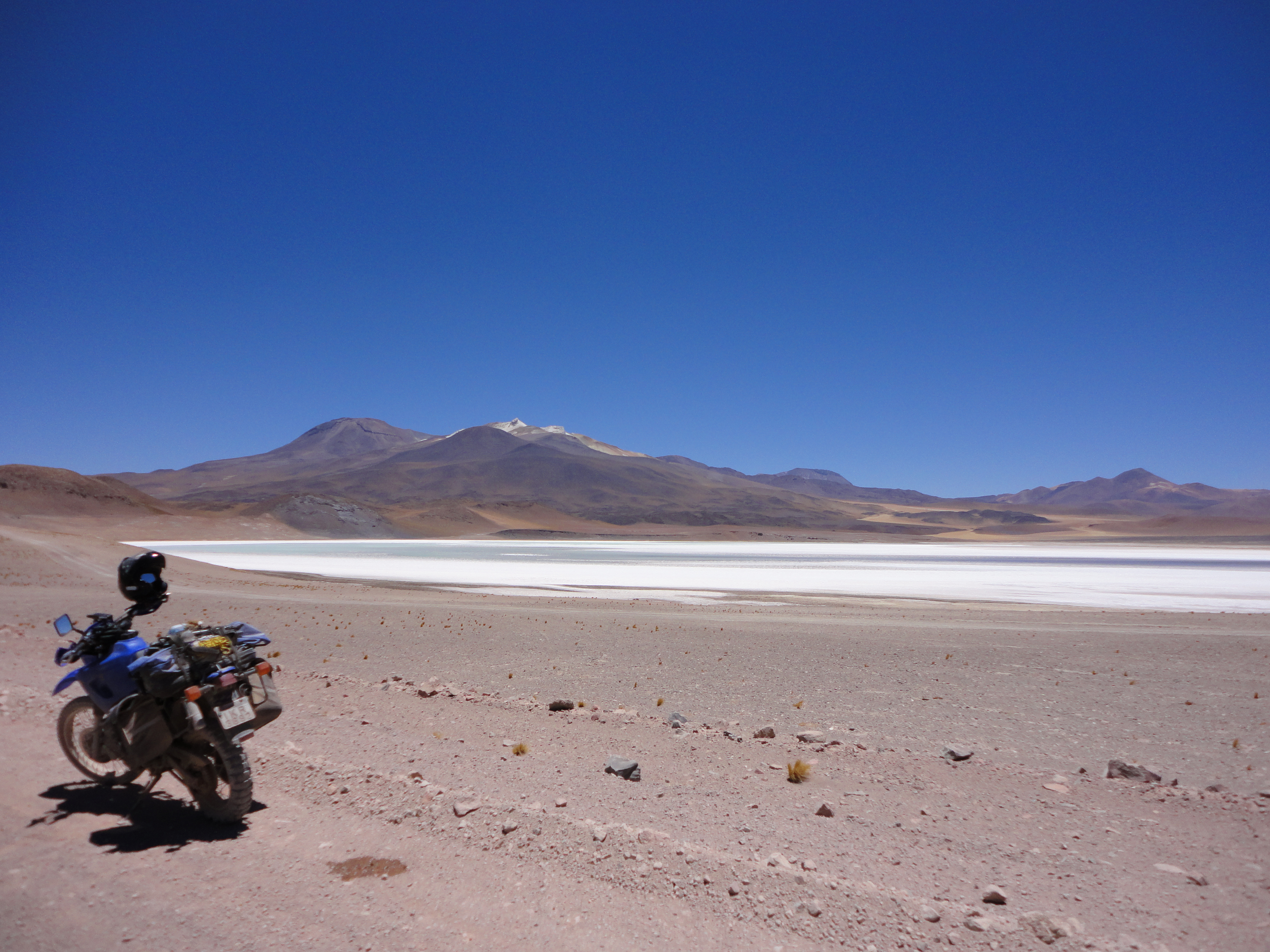
Lac Tuyaito

De nombreuses ruines incas composées de cheminées, sont présentes, autour du lac Tuyajto. Un site archéologique du début de l'Archa y a été construit sur un ancien rivage et il semble se rapporter à ce rivage. De tels sites archéologiques sont attribués à l'« occupation de Tuina » entre 10 820 et 8 500 ans avant J.-C. 